# Juliana Fedaková
Juliana Fedaková (ukr.:Юліана Леонідівна Федак) (* 8. června 1983, Nova Kachovka, Ukrajina) je současná ukrajinská profesionální tenistka. Ve své dosavadní kariéře zatím na okruhu WTA nevyhrála žádný turnaj.

## Finálové účasti na turnajích WTA (2)

### Čtyřhra - prohry (2)
| Legenda                     |
| Kategorie Tier III (1)      |
| Kategorie International (1) |

| Č. | Datum         | Turnaj         | Povrch  | Partnerka             | Vítězky                                | Výsledek  |
| 1. | 24. září 2006 | Kalkata, Indie | koberec | Julia Bejgelzimerová  | Sania Mirzaová Liezel Huberová         | 6-4, 6-0  |
| 2. | 22. únor 2009 | Memphis, USA   | tvrdý   | Michaëlla Krajiceková | Viktoria Azarenková Caroline Wozniacká | 6-1, 7-62 |

## Fed Cup
Juliana Fedaková se zúčastnila 6 zápasů ve Fed Cupu za tým Ukrajiny s bilancí 5-2 ve dvouhře a 0-1 ve čtyřhře.

## Postavení na žebříčku WTA na konci sezóny

### Dvouhra
| Rok    | 2001 | 2002   | 2003   | 2004  | 2005   | 2006  | 2007   | 2008   | 2009   |
| Pořadí | 482. | ▲ 192. | ▼ 214. | ▲ 83. | ▼ 137. | ▲ 68. | ▼ 127. | ▼ 143. | ▼ 167. |

### Čtyřhra
| Rok    | 2001 | 2002   | 2003   | 2004   | 2005   | 2006  | 2007  | 2008   | 2009   |
| Pořadí | 343. | ▲ 208. | ▲ 155. | ▲ 111. | ▼ 144. | ▲ 44. | ▼ 96. | ▼ 107. | ▼ 109. |